# Mecz Gwiazd PLK 1999
Mecz Gwiazd Polskiej Ligi Koszykówki 1999 – towarzyski mecz koszykówki rozegrany 13 marca 1999 roku w Sosnowcu. W spotkaniu wzięli udział czołowi zawodnicy najwyższej klasy rozgrywkowej w Polsce. Spotkanie gwiazd odbyło się w konwencji Wschód - Zachód. Przy okazji spotkania rozegrano także konkursy wsadów oraz rzutów za 3 punkty.
Głosowanie na najlepszych zawodników zorganizował tygodnik „Basket”. Czytelnicy wypełniali, wycinali i wysyłali kupon ze swoimi typami do redakcji. Na tej podstawie wyłoniono uczestników imprezy.

## Konkurs rzutów za 3 punkty
Do rywalizacji o miano najlepszego strzelca przystąpili:
- Walter Jeklin, Alan Gregov, Antoine Joubert, Ainārs Bagatskis

## Konkurs wsadów
W konkursie zmierzyli się: Tyrone Barksdale, Paweł Wiekiera, Yohance Nicholas, Joseph McNaull
Spotkanie wygrała drużyna Zachodu, pokonując Wschód 125–90.
- MVP – Adam Wójcik
- Zwycięzca konkursu wsadów – Tyrone Barksdale
- Zwycięzca konkursu rzutów za 3 punkty – Ainārs Bagatskis

## Składy
Pogrubienie – oznacza zawodnika składu podstawowego
Trener drużyny Wschód: Teodor Mołłow (Ericsson Bobry Bytom)

Trener drużyny Zachód: Andriej Urlep (Zepter Śląsk Wrocław)

Sędziowie: Grzegorz Ziemblicki, Grzegorz Bachański
| Zachód – 125        | Zachód – 125      | Zachód – 125               | Zachód – 125 | 90 – Wschód      | 90 – Wschód       | 90 – Wschód                   | 90 – Wschód |
| Zawodnik            | Kraj              | Klub                       | Pkt          | Zawodnik         | Kraj              | Klub                          | Pkt         |
| ------------------- | ----------------- | -------------------------- | ------------ | ---------------- | ----------------- | ----------------------------- | ----------- |
| Maciej Zieliński    | Polska            | Zepter Śląsk Wrocław       | 24           | Ainārs Bagatskis | Łotwa             | Ericsson Bobry Bytom          | 21          |
| Adam Wójcik         | Polska            | Zepter Śląsk Wrocław       | 19           | Antoine Joubert  | Stany Zjednoczone | Pogoń Ruda Śląska             | 10          |
| Tomasz Jankowski    | Polska            | Nobiles Anwil Włocławek    | 12           | Andrzej Pluta    | Polska            | Ericsson Bobry Bytom          | 8           |
| Joe McNaull         | Stany Zjednoczone | Zepter Śląsk Wrocław       | 9            | Adrian Małecki   | Polska            | Azoty Unia Tarnów             | 6           |
| Raimonds Miglinieks | Łotwa             | Zepter Śląsk Wrocław       | 2            | Dominik Tomczyk  | Polska            | Hoop Pekaes Pruszków          | 2           |
| Roberts Stelmahers  | Łotwa             | Dallas Zastal Zielona Góra | 19           | Yohance Nicholas | Stany Zjednoczone | Ericsson Bobry Bytom          | 15          |
| Chris Sneed         | Stany Zjednoczone | Stal Ostrów Wielkopolski   | 16           | Kenny Williams   | Stany Zjednoczone | Prokom Trefl Sopot            | 13          |
| Igor Griszczuk      | Białoruś          | Nobiles Anwil Włocławek    | 12           | Phil Zevenbergen | Stany Zjednoczone | Azoty Unia Tarnów             | 8           |
| Paweł Wiekiera      | Polska            | Komfort Forbo Stargard     | 7            | Isaiah Morris    | Stany Zjednoczone | Pogoń Ruda Śląska             | 5           |
| Walter Jeklin       | Słowenia          | Elana Toruń                | 5            | Tyrone Barksdale | Stany Zjednoczone | Zagłębie Maczki Bór Sosnowiec | 2           |
| Alan Gregov         | Chorwacja         | Nobiles Anwil Włocławek    | 0            | Mariusz Bacik    | Polska            | Ericsson Bobry Bytom          | 0           |